# Dune (film, 1984)
Pour les articles homonymes, voir Dune (homonymie).
Pour plus de détails, voir Fiche technique et Distribution.
Dune est un film de science-fiction américain écrit et réalisé par David Lynch, sorti en 1984. Il s'agit de la première adaptation du roman du même nom (paru en 1965), premier volume du cycle de Dune de l’écrivain Frank Herbert.
Dans un futur lointain, en l’an 10191 AG (Après la Guilde), l’Épice est la substance la plus convoitée de la galaxie. Permettant de voyager dans l’espace, cette matière ne se trouve qu'en un seul endroit : Arrakis. Cette planète des sables, également dénommée « Dune », est un monde aride et hostile presque entièrement recouvert d'un désert brûlant. Le duc Leto Atréides remplace ses ennemis, les Harkonnens, à la tête du fief d’Arrakis ; il part s’y installer avec sa concubine dame Jessica et leur fils Paul. Les membres de la Maison Atréides flairent un piège, tendu par le baron Vladimir Harkonnen, leur ennemi juré, mais doivent obéir à la volonté de l’empereur Padishah Shaddam IV. Peu après leur installation sur Dune, les Atréides sont trahis par le médecin personnel du duc Leto, le docteur Yueh, et décimés par une attaque conjointe des forces Harkonnen et des troupes d'élite de l’empereur. Paul et sa mère Jessica parviennent à fuir et se retrouvent parmi les seuls survivants de la Maison Atréides. Perdus en plein désert, ils y rencontrent les Fremen, le peuple indigène d’Arrakis qui est le véritable maître du désert. Les Fremen attendent la venue d’un messie qui les délivrera. Se pourrait-il que ce soit Paul ?
Le film, sévèrement critiqué à sa sortie, est un échec commercial. Lynch prendra ses distances vis-à-vis du film, déclarant que la pression des producteurs et des financiers avait restreint son contrôle artistique et qu'il n'est pas l'auteur du « final cut » (montage définitif) du film.
Au moins trois versions du film ont été réalisées. Dans certaines versions du montage, le nom de Lynch est remplacé dans le générique par « Alan Smithee », pseudonyme utilisé par les réalisateurs qui souhaitent ne pas être associés à un film pour lequel ils seraient normalement crédités. Les versions longues et télévisées du film créditent en outre le scénariste David Lynch en tant que « Judas Booth ».
Dune est devenu un film culte au fil du temps, mais les opinions varient parmi les fans du roman de Herbert et les fans des films de Lynch.

## Synopsis
Dans un futur lointain, l'univers connu est gouverné par l'empereur Padishah Shaddam IV. La substance la plus précieuse de l'empire est l'épice, une drogue qui prolonge la vie et élargit la conscience. L'épice permet également à la Guilde spatiale de plier l'espace-temps à l'aide de ses navigateurs ayant muté sous l’effet d’une exposition constante à l’épice, rendant possible un voyage interstellaire sûr et instantané.
La Guilde craint un complot qui pourrait mettre en péril la production d'épice et envoie depuis la planète Ix un émissaire pour demander une explication à l'Empereur sur la planète Kaitain ; celui-ci révèle son plan pour détruire la Maison Atréides. L'empereur craint que la popularité croissante du duc Leto Atréides – et une armée secrète qu'il serait en train de constituer – ne menacent son règne. Il prévoit de céder le contrôle de la planète Arrakis, la seule source d'épice de l'univers, à la Maison Atréides. Une fois installés là-bas, les Atréides seront pris en embuscade par leurs ennemis jurés, les Harkonnens, avec l'aide des troupes d'élite de l'Empereur : les Sardaukar.
Le Navigateur de la Guilde ordonne à l'Empereur de tuer le fils du Duc Leto, Paul Atréides, parce que la Guilde craint qu'il ne menace d'une manière ou d'une autre la production d'épice. L'ordre d'exécution attire l'attention de la sororité Bene Gesserit, puisque Paul est lié à son programme d'élevage séculaire pour produire le Kwisatz Haderach, l'être suprême de l'univers. Avant que Paul ne parte pour Arrakis, il est testé sur Caladan par la révérende mère Bene Gesserit Mohiam en étant forcé d'endurer une douleur atroce ou d'être mortellement piqué par le Gom Jabbar. À la surprise et à la satisfaction de Mohiam, il réussit le test.
Dans le monde industriel et obscur de Giedi Prime, le sadique baron Vladimir Harkonnen raconte à ses deux neveux, Glossu « La Bête » Rabban et Feyd-Rautha, son plan pour éliminer la Maison Atréides en poussant un membre de la cour du Duc à la trahison. Les Atréides quittent leur monde natal Caladan pour Arrakis, une planète désertique aride peuplée de gigantesques vers des sables. Les indigènes d'Arrakis, les Fremen, prophétisent qu'un messie les conduira à la liberté. Duncan Idaho, l'un des fidèles de Leto, lui dit qu'il soupçonne Dune d'abriter un grand nombre de Fremen qui pourraient s'avérer de puissants alliés.
Avant que Leto ne puisse former une alliance avec les Fremen, les Harkonnens lancent leur attaque. Le traître des Harkonnens au sein de la Maison Atréides, le médecin personnel de Leto, le Dr Wellington Yueh, désactive les boucliers critiques, laissant les Atréides presque sans défense. Idaho est tué, Leto est blessé par Yueh, puis capturé et presque toute la Maison Atréides est anéantie par les Harkonnens. Le Mentat Piter De Vries tue alors le Dr Yueh avec une lame empoisonnée. Leto meurt en emportant par accident Piter avec lui dans une infructueuse tentative d'assassiner le baron Harkonnen en utilisant une dent à gaz toxique implantée par le Dr Yueh en échange d'épargner la vie de sa concubine Jessica et de Paul.
Pendant ce temps, Paul et Jessica ont été emmenés dans le désert par deux soldats Harkonnens, mais ils arrivent à se libérer grâce à la Voix. Dans la bataille qui suit, leur vaisseau s'écrase. Ils s'échappent jusqu'à un Sietch de Fremen qui leur donne refuge. Paul prend le nom Fremen Muad'Dib et apparaît comme le leader que les Fremen attendaient. Il leur apprend à construire et à utiliser les modules étranges – des armes soniques développées par la maison Atreides – et cible l'extraction de l'épice. Au cours des deux années suivantes, la production de l'épice est presque arrêtée. La Guilde de l'Espace informe l'Empereur de la détérioration de la situation sur Arrakis et lui demande d'y remédier.
Paul tombe amoureux de Chani, une jeune guerrière Fremen. Jessica devient la révérende mère des Fremen en ingérant l'Eau de Vie, poison mortel qu'elle rend inoffensif en utilisant ses capacités Bene Gesserit. À la suite de ce rituel, l'enfant que porte Jessica, Alia, naît avec les pleins pouvoirs d'une révérende mère adulte Bene Gesserit. Dans un rêve prophétique, Paul apprend le complot de l'Empereur et de la Guilde pour le tuer. Il voit aussi qu'ils craignent qu'il ne consomme l'Eau de Vie. Lorsque les rêves de Paul s'arrêtent soudainement, il boit l'Eau de Vie et fait un voyage psychédélique dans le désert. Il acquiert de puissants pouvoirs psychiques et la capacité de contrôler les vers des sables, dont il se rend compte qu'ils sont la source de l'épice.
Pressé par la Guilde, l'Empereur rassemble une énorme flotte d'invasion au-dessus d'Arrakis pour anéantir les Fremen et reprendre le contrôle de la planète à la place des Harkonnens. Il fait décapiter Rabban et convoque le baron Vladimir pour obtenir des explications sur l'arrêt de l'extraction. Paul lance alors son attaque finale contre les Harkonnens et l'Empereur à Arrakeen, la capitale. À cheval sur des vers des sables, aidés par des armes atomiques qui provoquent une brèche dans les montagnes et brandissant des armes soniques, les guerriers Fremen de Paul battent rapidement les légions de l'Empereur. La sœur de Paul, Alia, blesse mortellement le baron Harkonnen, qui est aspiré à l'extérieur du palais, puis avalé par un ver des sables. Paul affronte l'empereur et combat Feyd-Rautha dans un duel à mort. Après avoir tué Feyd, Paul démontre ses nouveaux pouvoirs et accomplit la prophétie Fremen en faisant tomber la pluie sur Arrakis. Alia déclare qu' il est le Kwisatz Haderach.

## Fiche technique
Sauf indication contraire, les informations mentionnées dans cette section peuvent être confirmées par les bases de données cinématographiques IMDb et Allociné,  présentes dans la section « Liens externes ».
- Titre original et français : Dune
- Réalisateur : David Lynch (crédité Alan Smithee pour la version télévisée)
- Scénario : David Lynch (crédité Judas Booth pour la version télévisée), d'après le roman Dune (1965) de Frank Herbert
- Musique : Toto
  - Musique additionnelle : Marty Paich, Brian Eno, Roger Eno et Daniel Lanois
  - Orchestration : Allyn Ferguson
  - Montage musical : George Brand
- Direction artistique : Pier Luigi Basile et Benjamín Fernández
- Décors : Anthony Masters
- Costumes : Bob Ringwood
- Maquillage : Etsuko Egawa, Luigi Rocchetti, Mario Scutti
- Coiffure : Mirella De Rossi, Mauro Tamagnini
- Photographie : Freddie Francis
- Son : Steve Maslow, Kevin O'Connell, Bill Varney
- Montage : Antony Gibbs
- Production : Raffaella De Laurentiis
  - Production déléguée : Dino De Laurentiis (non crédité)
  - Production associée : José López Rodero
- Sociétés de production[1] : Dino De Laurentiis Company (États-Unis) et Estudios Churubusco Azteca S.A. (Mexique)
- Sociétés de distribution : Universal Pictures (États-Unis) ; AMLF (France)[2]
- Budget : 45 millions de $[3],[4]
- Pays de production :  États-Unis
- Langue originale : anglais
- Format[5] : couleur (Technicolor) - 35 mm - 2,35:1 (CinemaScope) - son Dolby stéréo
- Genre : science-fiction, action, aventure, fantastique
- Durée : 137 minutes (version cinéma), 188 minutes (version TV de 1988), 190 minutes (édition spéciale États-Unis), 177 minutes (version longue)
- Dates de sortie[6] :
  - États-Unis, Québec : 14 décembre 1984[7]
  - Mexique : 27 décembre 1984
  - France : 6 février 1985[8]
  - Belgique : mars 1985 (Festival international du film fantastique de Bruxelles) ; 21 mars 1985 (Gand)
- Classification :
  - États-Unis : accord parental recommandé, film déconseillé aux moins de 13 ans (PG-13 - Parents Strongly Cautioned)
  - Mexique : 12 ans et plus (B)[N 1]
  - France : tous publics[9]
  - Québec : 13 ans et plus (13+ / 13 years and over)[7]

## Distribution
- Kyle MacLachlan (VF : Guy Chapellier) : Paul Atréides / Usul / Muad'Dib
- Sean Young (VF : Maïk Darah) : Chani
- Francesca Annis (VF : Anne Deleuze) : Dame Jessica
- Patrick Stewart (VF : Michel Vocoret) : Gurney Halleck
- Sting (VF : Luq Hamet) : le na-baron Feyd-Rautha Harkonnen
- Virginia Madsen (VF : Évelyne Séléna) : la princesse Irulan
- Jürgen Prochnow (VF : Georges Berthomieu) : le duc Leto Atréides
- Everett McGill (VF : Sady Rebbot) : Stilgar
- Kenneth McMillan (VF : Jacques Deschamps) : le baron Vladimir Harkonnen
- Paul L. Smith (VF : Jean-Claude Robbe) : Glossu Rabban, dit « Rabban la Bête »
- Brad Dourif (VF : Patrick Poivey) : Piter De Vries
- Dean Stockwell (VF : Jean-Claude Michel) : le docteur Wellington Yueh
- Max von Sydow (VF : Jean Lagache) : le docteur Liet Kynes
- Alicia Witt (VF : Amélie Morin) : Alia Atréides
- Freddie Jones (VF : Henry Djanik) : Thufir Hawat
- Richard Jordan (VF : Julien Thomast) : Duncan Idaho
- José Ferrer (VF : René Bériard) : l’empereur Shaddam IV
- Siân Phillips (VF : Sylvie Moreau) : la Révérende Mère Gaius Helen Mohiam
- Silvana Mangano (VF : Paule Emanuele) : la Révérende Mère Ramallo
- Linda Hunt (VF : Jacqueline Porel) : la Shadout Mapes
- Leonardo Cimino (VF : Jean-Claude Robbe) : le médecin personnel du baron
- Jack Nance (VF : Jean Lescot) : Iakin Nefud

## Production

### Genèse et développement

#### Projet d'Arthur P. Jacobs
En 1971, le producteur Arthur P. Jacobs met une option sur les droits pour une adaptation cinématographique du Cycle de Dune de Frank Herbert. Mais le décès du producteur en 1973 stoppe son idée.

#### Projet d'Alejandro Jodorowsky
En [1975, les droits sont acquis par un consortium français dirigé par Jean-Paul Gibon. Le producteur français Michel Seydoux et le cinéaste Alejandro Jodorowsky développent le projet avec notamment le dessinateur de bande dessinée français Jean Giraud, le scénariste et spécialiste des effets spéciaux américain Dan O'Bannon (futur coscénariste d'Alien en 1979), l'artiste suisse Hans Ruedi Giger (futur créateur du monstre d'Alien) et l'illustrateur britannique Chris Foss.
Côté acteurs, Alejandro Jodorowsky envisage Mick Jagger (Feyd-Rautha), Orson Welles (le baron Harkonnen), Salvador Dali (l'empereur Shaddam IV), David Carradine (Leto Atréides), Amanda Lear (Irulan), ainsi que son propre fils, Brontis Jodorowsky pour incarner Paul Atréides. Il parvient par ailleurs à un accord avec les groupes Pink Floyd et Magma pour composer la musique du film.
De nombreux concept arts et dessins préparatoires sont alors créés en parallèle du script. Une bible volumineuse est conçue pour démarcher les studios et ainsi trouver les cinq millions nécessaires pour boucler le financement du film. Les majors apprécient le projet mais le choix d'Alejandro Jodorowsky ne les satisfait pas. Michel Seydoux explique que selon ces studios « tout était génial... sauf le metteur en scène ». Cela marquera l'arrêt du projet. Toute cette histoire sera ensuite relatée dans le documentaire Jodorowsky's Dune sorti en 2013 aux États-Unis et en 2016 en France.

#### Reprise du projet par De Laurentiis
Le projet est repris par le producteur italien Dino De Laurentiis, qui rachète les droits en 1976. En 1978, il demande à l'auteur Frank Herbert d'écrire lui-même le scénario d'après son œuvre. Celui-ci livre un script de 175 pages, soit l'équivalent d'un film de trois heures. Le poste de réalisateur est ensuite confié à Ridley Scott, tout juste auréolé du succès d'Alien. L'écrivain et scénariste Rudy Wurlitzer (en) écrit l'adaptation, qui déplaît à Herbert car il inclut un inceste entre Paul et sa mère. Après sept mois de travail, Scott apprend le décès de son frère aîné et demande à tourner rapidement afin d'oublier sa tristesse. Comme le projet avance trop lentement, il se désiste de Dune pour réaliser Blade Runner (1982).
En 1981, alors que les droits sont sur le point d'expirer, De Laurentiis les renégocie avec l'auteur et inclut les suites du roman. Sa fille, Raffaella, décide ensuite d'engager David Lynch comme réalisateur, séduite par son film Elephant Man (1980). Peu intéressé par la science-fiction, Lynch vient alors de refuser l'offre de George Lucas pour tourner Le Retour du Jedi (1983). Mais intrigué par l'univers de Herbert, il accepte de faire Dune et travaille sur le script pendant plus d'un an avec ses co-scénaristes d'Elephant Man, Eric Bergren (en) et Christopher De Vore. À la suite de différends créatifs, Lynch finit l'écriture seul. De Laurentiis et Universal approuvent son scénario en décembre 1982, pour un budget estimé à 40 millions de dollars. Huit plateaux sont réquisitionnés à Churubusco, et 75 décors sont construits.

### Attribution des rôles

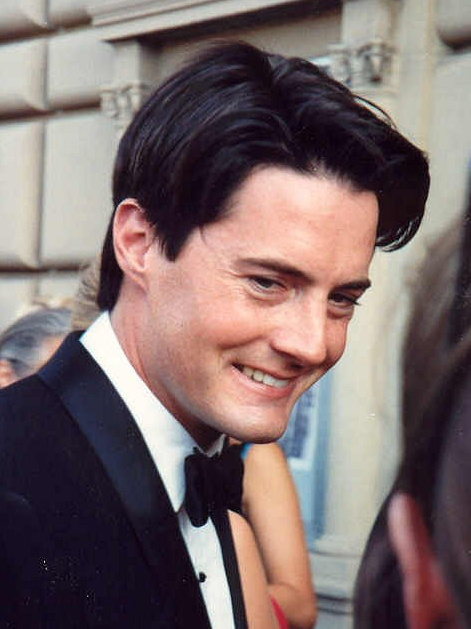
Kyle MacLachlan lors de la cérémonie des Emmy Awards 1991.

Pour le rôle de Paul Atréides, Lynch souhaite engager un inconnu et finit par choisir Kyle MacLachlan, qui fait ses débuts à l'écran. Les deux hommes deviennent rapidement amis.
L'acteur John Hurt, qui interprétait John Merrick dans Elephant Man, est pressenti pour le rôle du docteur Yueh. Il est finalement écarté en raison de son agenda chargé. Lynch se tourne alors vers Dean Stockwell, qu'il avait rencontré quelque temps plus tôt à Churubusco.

### Tournage
Le tournage a lieu entre mars et septembre 1983 au Mexique (studios Churubusco, Samalayuca, réserve de biosphère El Pinacate et le Grand désert d'Altar) et aux États-Unis (Yuma, comté d'Imperial, Zzyzx). Le tournage au même endroit d'une autre production De Laurentiis, Conan le Destructeur (1984), complique l'organisation et le partage du matériel. De nombreux techniciens tombent malades à cause de la nourriture, les pannes d'électricité sont régulières, et les ouvriers mexicains ne sont pas qualifiés pour une production d'une telle envergure. Dépassé par l'ampleur du film, Lynch qualifie l'expérience de « cauchemar ».
John Dykstra, qui devait superviser les effets visuels avec sa société Apogee, démissionne 90 jours après le début du tournage, faute de contrat signé et de budget validé. Le peintre et sculpteur Carlo Rambaldi, qui a participé à plusieurs films produits par Dino De Laurentiis, est responsable des créatures du film, dont les vers des sables et le navigateur de la Guilde spatiale.

### Montage
Lynch livre un premier montage de 3 h 30. Une autre version le réduit à trois heures. Mais les producteurs et Universal souhaitent une version plus exploitable en salles d'environ deux heures. Le studio espère obtenir une franchise populaire de science-fiction pour concurrencer Star Wars.
De Laurentiis, sa fille Raffaella et Lynch procèdent alors à de nombreuses coupes. Des scènes supplémentaires sont tournées et une voix off ainsi qu'une introduction par le personnage de la princesse Irulan (jouée par Virginia Madsen) sont ajoutées.

### Bande originale
La bande originale du film est réalisée par le groupe américain Toto, avec notamment la participation de Brian Eno en tant que producteur.

## Accueil

### Accueil critique
À sa sortie initiale en 1984, les journalistes jugent l'adaptation désastreuse et incompréhensible pour des spectateurs qui ne connaissent pas le roman.
Lors de sa sortie initiale aux États-Unis, le New York Times nuance sa critique, expliquant que le film a des hauts et des bas.
En 2015, Le Nouvel Obs parle du film le moins réussi de Lynch mais se demande si l'échec à sa sortie était réellement mérité.
En 2020, Les Inrockuptibles juge que malgré ses défauts, le film a su bien vieillir avec les années pour plonger le spectateur dans cet univers spatial.
En 2021, Le Monde explique que le film oscille entre le grandiose et le kitsch à travers des décors cyclopéens construits « en dur ». De son côté, Le Parisien rappelle qu'a sa sortie le film n'avait pas été accueilli avec enthousiasme par les fans d'Herbert ou même les autres spectateurs. Vanity Fair souligne quant à elle que la beauté du film réside dans son imprévisibilité et ses touches surréalistes formant un pont maladroit avec les obsessions de Lynch. Télérama rappelle pour sa part que ce film se révèle très contemporain avec ses contrées désertiques au leadership instable, ses ressources naturelles convoitées, son souci de l’écologie et sa violence commise au nom de la guerre sainte. The Guardian republie pour l'occasion sa critique lors de la sortie du film en 1984 et conclut qu'il s'agit d'un hommage détourné mais authentique à l'œuvre d'Herbert. Un critique de la RTBF salue le casting de l'époque ainsi que les décors et effets spéciaux qui n'ont pas vieilli.
En 2024 sur France Inter, Lloyd Chéry explique que bien que le film ait des mauvais côtés, il reste esthétiquement et musicalement inoubliable. Le Point le classe parmi les six films les plus cultes de Lynch qu'il faut revoir.
Sur le site agrégateur de critiques Rotten Tomatoes, le film obtient un score de 53 % d'avis favorables, sur la base de 49 critiques collectées et une note moyenne de 5,98/10 ; le consensus du site indique : « Cette adaptation tronquée du chef-d'œuvre de science-fiction de Frank Herbert est trop sèche pour fonctionner comme un grand divertissement, mais le sens du surréalisme de David Lynch lui donne du piment ». Sur Metacritic, le film obtient une note moyenne pondérée de 40 sur 100, sur la base de 17 critiques collectées ; le consensus du site indique : « Avis mitigés ou moyens ».

### Box-office
Condamné par la critique, Dune est également un échec commercial, le film rapportant environ 30 925 000 $ au box-office en Amérique du Nord pour un budget de production de 45 000 000 $. En France, il réalise un score modéré avec 2 310 957 entrées.
L'échec commercial du film fait perdre beaucoup d'argent au producteur Dino De Laurentiis et à Universal Pictures, qui doivent renoncer aux suites prévues[réf. nécessaire]. Bien qu'il considère le film comme son « grand échec », Lynch estime avec le recul qu'il a beaucoup appris. Kyle MacLachlan est devenu par la suite son acteur fétiche. Apprécié par quelques défenseurs, journalistes et cinéphiles, Dune est devenu « culte » au fil du temps.

## Distinctions
Source : Internet Movie Database et Allociné

### Récompenses

#### 1984
- The Stinkers Bad Movie Awards : Stinker Award du pire film pour Raffaella De Laurentiis

#### 1985
- Academy of Science Fiction, Fantasy and Horror Films - Saturn Awards : Saturn Award des meilleurs costumes pour Bob Ringwood

### Nominations

#### 1985
- Academy of Science Fiction, Fantasy and Horror Films - Saturn Awards :
  - Meilleur film de science-fiction
  - Meilleur maquillage pour Giannetto De Rossi
  - Meilleurs effets spéciaux pour Barry Nolan
- Jupiter Awards : meilleur film international pour David Lynch
- Oscars : meilleur son pour Steve Maslow, Kevin O'Connell, Nelson Stoll et Bill Varney
- Prix Hugo : meilleure présentation dramatique pour Frank Herbert et David Lynch

## Éditions en vidéo
En France, le film Dune est sorti pour la première fois en DVD le 3 décembre 1998, plusieurs éditions en DVD sont produites dont la dernière est sortie le 8 juillet 2020.
La première version Blu-ray est sortie le 10 avril 2008. Une édition spéciale 30e Anniversaire est sortie en Combo Blu-ray + DVD le 17 novembre 2014.
Le film est également sorti en VOD le 28 mars 2020.

## Version télévisuelle
Une version de Dune est montée pour sa diffusion à la télévision (avec notamment une introduction détaillée) ; celle-ci a été reniée par David Lynch, réalisateur et scénariste du film.
Lynch exige que son nom soit retiré des crédits du générique de cette version télévisée pour être remplacé par le pseudonyme d'« Alan Smithee » en tant que réalisateur et celui de « Judas Booth » en tant que scénariste. Le nom « Judas Booth » est une idée de Lynch, Judas étant le nom de l’apôtre qui a trahi Jésus et Booth étant le nom de famille de l’assassin d’Abraham Lincoln,; Lynch insinuait ainsi que la production avait trahi et tué son film.